# Якуб Цвєк
Якуб Цвєк (пол. Jakub Ćwiek, 24 червня 1982, Ополе) — польський письменник-фантаст, публіцист, театральний діяч та діяч фандому.

## Біографія
Якуб Цвєк народився в Ополі, проте дитинство він провів у містечку Ґлухолази, де його батько був директорем місцевого будинку культури. Після закінчення школи Якуб Цвєк вивчав культурологію в Сілезькому університеті в Катовицях. Ще під час навчання він розпочав співпрацю з Сілезьким клубом фантастики, деякий час був його віце-президентом. Якуб Цвєк є активним діячем польського фандому, є частим гостем на фантастичних конвентах. Як член Сілезького клубу фантастики, Цвєк займається співпрацею клубу з польськими театрами, і сам також регулярно виступає у ролі театрального режисера і актора у постановках на основі фантастичних творів, зокрема Террі Пратчетта та Ніла Геймана. Якуб Цвєк працює дизайнером контенту в агентстві «Lubię to — Social Media Agency». Окрім цього, він регулярно друкує свої статті в низці польських періодичних видань.

## Літературна творчість
Якуб Цвєк розпочав свою літературну творчість у 2005 році, коли вийшла друком збірка його оповідань «Брехун» (пол. Kłamca). Переважна більшість творів письменника належать до жанру фентезі, та пов'язані як із поп-культурою, так і з міфологією. Центральне місце в творчості письменника займає цикл творів «Брехун», у якому головним героєм є давньоскандинавський бог брехні та жартів Локі, який у книзі пристосований до сучасних культурних віянь. До складу циклу входять дві збірки оповідань та три романи. Іншим фентезійним циклом письменника є «Хлопці» (пол. Chłopcy), героями якого є група сучасних хлопців-байкерів. Також у доробку Цвєка є детективний роман із елементами горору «Лизати гостре» (пол. Liżąc ostrze), а також фентезійно-детективний цикл «Ґрімм-сіті» (пол. Grimm City). Ще одним фентезійним циклом автора є «Дрижаки» (пол. Dreszcz), героєм якого є простий поляк, який випадково отримує надприродні здібності, та стає супергероєм. Фентезійно-пригодницька тематика із елементами стимпанку є основою роману «Наступ шахраїв» (пол. Ofensywa szulerów), дія якого відбувається в паралельному світі під час Другої світової війни. Якуб Цвєк також розпочав цикл творів «Хрест Півдня» у стилі фентезі на тему громадянської війни в США, першим романом якого є «Хрест Півдня. Роздоріжжя» (пол. Krzyż Południa. Rozdroża).

## Особисте життя
Якуб Цвєк має двох дітей — дочку і сина.

## Премії та нагороди
Якуб Цвєк є лауреатом премії імені Януша Зайделя за 2011 рік за оповідання «Казка про шестерні та розвороти» (пол. Bajka o trybach i powrotach).

## Вибрана бібліографія

### Цикл «Брехун»
- Брехун (пол. Kłamca, 2005, збірка оповідань)
- Брехун-2: Марнотратний бог (пол. Kłamca 2: Bóg marnotrawny, 2006, збірка оповідань)
- Брехун-3: Забризканий штандарт (пол. Kłamca 3: Ochłap sztandaru, 2008)
- Брехун-4: Kill'ом all (пол. Kłamca 4: Kill'em all, 2012)
- Брехун. Архімайстер фокусів (пол. Kłamca. Papież sztuk, 2015)
- Брехун-2,5. Махиномахія (пол. Kłamca 2,5 Machinomachia, 2014, збірка оповідань)

### Цикл «Хлопці»
- Хлопці-1 (пол. Chłopcy 1, 2012)
- Хлопці-2 (пол. Chłopcy 2, 2013)
- Хлопці-3 (пол. Chłopcy 3, 2014)
- Хлопці-4 (пол. Chłopcy 4, 2015)

### Цикл «Дрижаки»
- Дрижаки (пол. Dreszcz, 2013)
- Тип у чорному (пол. Facet w czerni, 2014)

### Цикл «Ґрімм-сіті»
- Ґрімм-сіті. Вовк (пол. Grimm City. Wilk, 2016)
- Ґрімм-сіті. Бестії (пол. Grimm City. Bestie, 2017)

#### Інші романи
- Лизати гостре (пол. Liżąc ostrze, 2007)
- Темрява палає (пол. Ciemność płonie, 2008)
- Наступ шахраїв (пол. Ofensywa szulerów, 2009)
- Хрест Півдня. Роздоріжжя (пол. Krzyż Południa. Rozdroża, 2010)
- Завіша Чарний (пол. Zawisza Czarny, 2017)
- Сторожі (пол. Stróże, 2018)

#### Збірки оповідань
- Готуй із папою (пол. Gotuj z papieżem, 2009)